# 主教戦争
主教戦争（しゅきょうせんそう、英: Bishops' Wars）は、イングランド・スコットランドにおいて、宗教問題が原因で起こった戦争である。イングランド王兼スコットランド王チャールズ1世がイングランド国教会の形式にもとづく祈祷書と監督制をスコットランドに強制したことが原因で、1639年（第1次）および1640年（第2次）の2度起こった。この戦争は2度ともスコットランド側の勝利に終わり、清教徒革命の原因の1つとなった。名称は監督制の別名・主教制に由来する。

## 背景
宗教改革の影響はブリテン島にも波及し、イングランドでは監督制による国教会、スコットランドでは長老制が有力であった。そこにチャールズ1世は両国の宗教統一を図りスコットランド人の反感を買い、1633年の戴冠式でスコットランドへイングランド国教会を導入することを明らかにし、1637年には側近のカンタベリー大主教ウィリアム・ロードの勧めで国教会形式の祈祷書を施行した。それに反発する長老派、ピューリタンらは自由祈祷を強調した。国教会と長老制の教会政治の違いは、国王を頂点に大主教・主教と続く階層・階級によって統制された国教会に対し、スコットランドの長老制は宣教長老（牧師）と治会長老（信徒の代表）からなる長老を代表とし、全体教会で議決を行うという点にあった。

## 第1次戦争
スコットランドは祈祷書施行に猛反発し、エディンバラを始め各地で民衆暴動が起こった。1638年2月、モントローズ伯爵ジェイムズ・グラハムらは国民盟約（盟約派）を結成して対抗した。祈祷書を拒否して監督制を廃止し、1639年にアレクサンダー・レズリーおよびアーガイル伯爵アーチボルド・キャンベルを指揮官に指名して兵を募り、反乱を起こした。ただ、盟約派は宗教政策に反対していたが国王へ忠誠を誓う体裁を取っていた。
チャールズ1世は盟約軍を鎮圧すべく、ハミルトン侯ジェイムズ・ハミルトンに命じて軍を集めた。この時資金面でかなりの無理をしたといわれるが、とにもかくにも2万の軍を集めた。両軍はベリックで対峙したが、イングランド軍は訓練不足の民兵が徴集に不満を抱いて略奪に走り、ピューリタンの兵士達は宗教が同じカルヴァン主義のスコットランドへの出兵に疑問を感じ、戦う意義を見出せなかった。ハミルトン侯は自軍に不利な条件が重なり、相手方の軍の方が装備・練度・士気などあらゆる面ですぐれていることを認めざるを得なかった。
結果を憂慮した国王軍は和平を申し入れ両軍は剣戟を交えず、6月18日にベリック条約が締結された。この間、国王派のハントリー侯爵ジョージ・ゴードンは北のアバディーンを乗っ取ったが、ディー橋の戦いでモントローズ伯に敗れてアバディーンを奪還された上、捕らえられてエディンバラへ護送されている。

## 第2次戦争
和睦が締結されたものの、両者、特に事実上敗者のチャールズ1世はこれを再挙までの時間稼ぎとしか考えていなかったため監督制について譲らず、スコットランド盟約派もチャールズ1世への不信から拒否の姿勢を続けた。国王は実力行使を決意し、ロードと並ぶ側近のストラフォード伯爵トマス・ウェントワースの進言で軍事費を求めて、1640年4月に11年ぶりに議会を召集した。
この議会は短期議会といわれるように、個人支配とも呼ばれたチャールズ1世の専制（無議会政治）に対するジョン・ピムら議員達の激しい非難が相次ぎ、課税どころでは無くなったため何ももたらさず3週間で解散し、財政難に苦しむチャールズ1世は課税代わりに東インド会社から胡椒を後払いで仕入れて売却したり、アイルランド議会の援助で辛うじて軍を出した。しかしストラフォード伯を司令官とする国王軍は前より兵数が少なく3000余という寡兵に過ぎなかった上、ストラフォード伯に人望が無かったため士気も低下、第1次主教戦争より状況は悪化していた。
こうした動きを察知した盟約軍もすばやく動き、国境を越えてイングランド北部に進出、8月28日、ニューバーンの戦いで両軍は激突した。この戦いは盟約軍の圧勝に終わり、ストラフォード伯の督戦も効果無くニューカッスルが盟約軍に占領された。チャールズ1世は自ら和睦を申し出て10月26日にリポン条約が結ばれ、イングランドはノーサンバーランド・ダラム両州の占領、および1日あたり850ポンドの駐留軍維持費を撤兵まで2ヶ月支払うという屈辱をみた。こうして、第2次主教戦争も事実上チャールズ1世の敗北に終わった。

## 結果と影響
チャールズ1世には駐留軍維持費の支払いのため、11月に議会（長期議会）を開かざるをえなくなっていた。ピムら議員達はこの議会でも無議会政治への非難を続け、責任者として弾劾されたストラフォード伯とロードは投獄、後に処刑された。国王大権の制限にも取り組んだ議会にチャールズ1世はなすすべも無く承認するしか無かったが、次第に議会内部が王党派と議会派に分裂していく中、1641年10月にアイルランドでプロテスタント虐殺事件（アイルランド反乱・アイルランド同盟戦争）が起こったという情報が広く知らされ、イングランドの世論は沸騰した。鎮圧を巡り派遣軍の指揮権、更には軍統帥権を国王か議会どちらに委ねるか問題になり、11月にピムとジョン・ハムデンら急進派（独立派）が提案した「議会の大諫奏」（大抗議文）が議会を通過、チャールズ1世がこれを拒否したため王と議会の対立は決定的になり、翌1642年8月にイングランド内戦（第一次イングランド内戦）が勃発、清教徒革命が始まった。
スコットランドは宗教を守り抜いたが戦後方針でモントローズ伯とアーガイル伯が対立、1641年にチャールズ1世が和睦およびイングランド議会への対抗として味方に付けるべくスコットランドを訪問、アーガイル伯は侯爵に昇叙、レズリーはリーヴェン伯に叙せられたが、2人は王党派にならず1643年に議会派と厳粛な同盟と契約で結託、リーヴェン伯が率いる援軍が内戦中のイングランドへ派遣された。モントローズ伯はこれに反発し王党派に加わり、チャールズ1世から侯爵に叙せられスコットランド平定を目指し1644年に挙兵した。かくしてスコットランド内戦が発生、モントローズ侯はアーガイル侯ら盟約派とスコットランドで戦闘を繰り広げていった。